# Vrabcov
Vrabcov je malá vesnice, část města Sušice v okrese Klatovy v Plzeňském kraji. Nachází se asi dva kilometry jižně od Sušice. Vrabcov je také název katastrálního území o rozloze 2,07 km². V katastrálním území Vrabcov leží i Záluží.

## Název
Původní název vesnice Osek byl po roce 1605 změněn podle nového majitele na Vrabcov. Jméno se poté v  písemných pramenech objevuje ve tvarech: Prapschnhof (1720), Brabčov (1785), Praptschow (1790) nebo Brabčov (1840).

## Historie
První písemná zmínka o vesnici pochází z roku 1584.
Budova pivovaru byla zbořena v roce 2011.[zdroj⁠?!]

## Obyvatelstvo
| Rok            | 1869 | 1880 | 1890 | 1900 | 1910 | 1921 | 1930 | 1950 | 1961 | 1970 | 1980 | 1991 | 2001 | 2011 | 2021 |
| -------------- | ---- | ---- | ---- | ---- | ---- | ---- | ---- | ---- | ---- | ---- | ---- | ---- | ---- | ---- | ---- |
| Počet obyvatel | 35   | 49   | 51   | 49   | 61   | 94   | 71   | 42   | 49   | 55   | 50   | 34   | 26   | 15   | 21   |
| Počet domů     | 6    | 8    | 8    | 8    | 8    | 10   | 10   | 9    | 9    | 4    | 6    | 7    | 10   | 10   | 11   |